# كدية سرة باطن (لحشاشدة الشمالية)
كدية سرة باطن هو دُوَّار يقع بجماعة أولاد حسون، عمالة مراكش، جهة مراكش آسفي في المملكة المغربية. ينتمي الدوّار لمشيخة لحشاشدة الشمالية التي تضم 19 دوار. يقدر عدد سكانه بـ 155 نسمة حسب الإحصاء الرسمي للسكان والسكنى لسنة 2004.

## روابط خارجية
- البوابة الوطنية للجماعات الترابية نسخة محفوظة 12 مارس 2018 على موقع واي باك مشين.
- المندوبية السامية للتخطيط